# Prosopocera marmorata
Prosopocera marmorata là một loài bọ cánh cứng trong họ Cerambycidae.